# Arabeska (ornament)

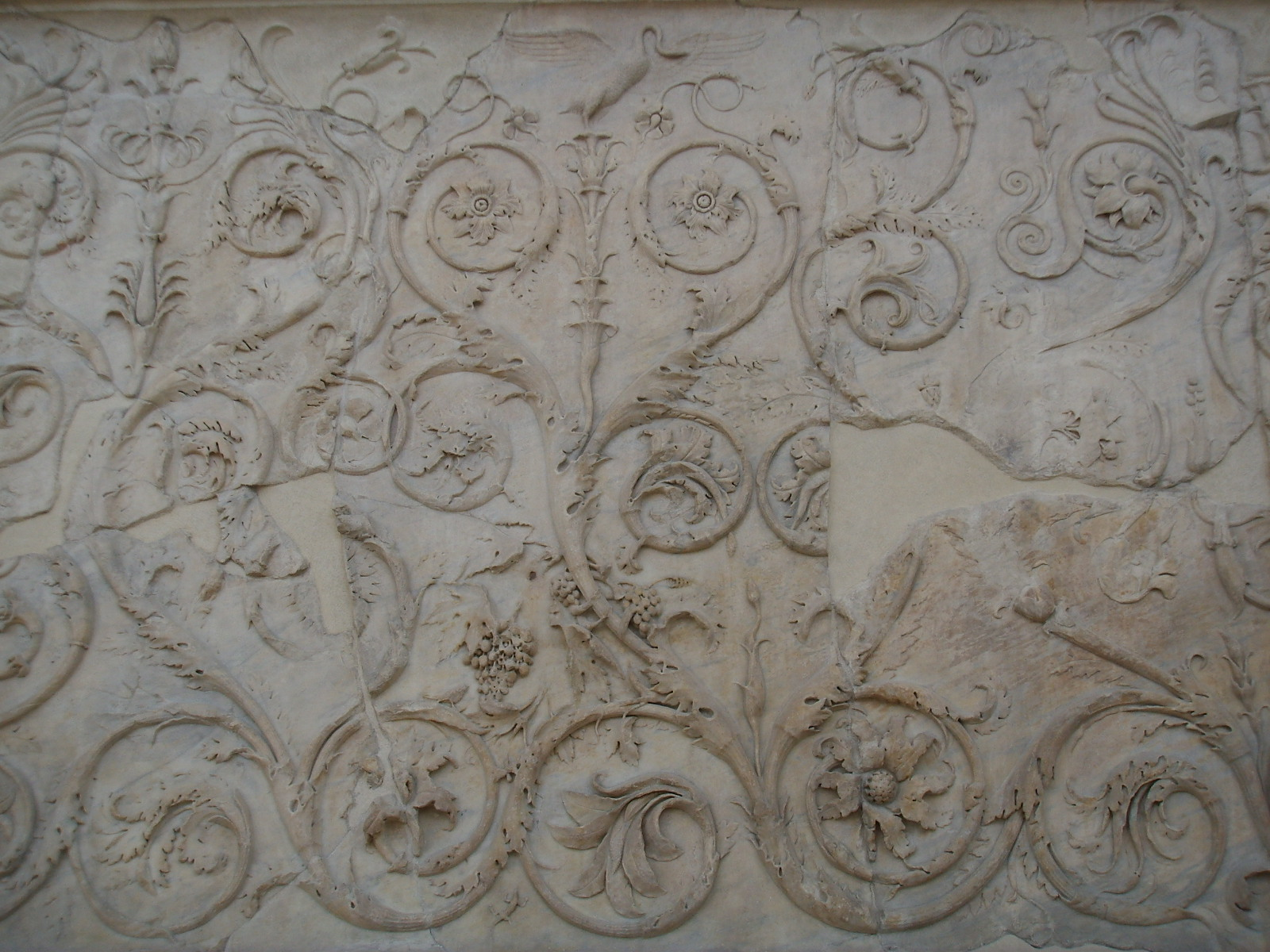
Arabeska z Ara Pacis

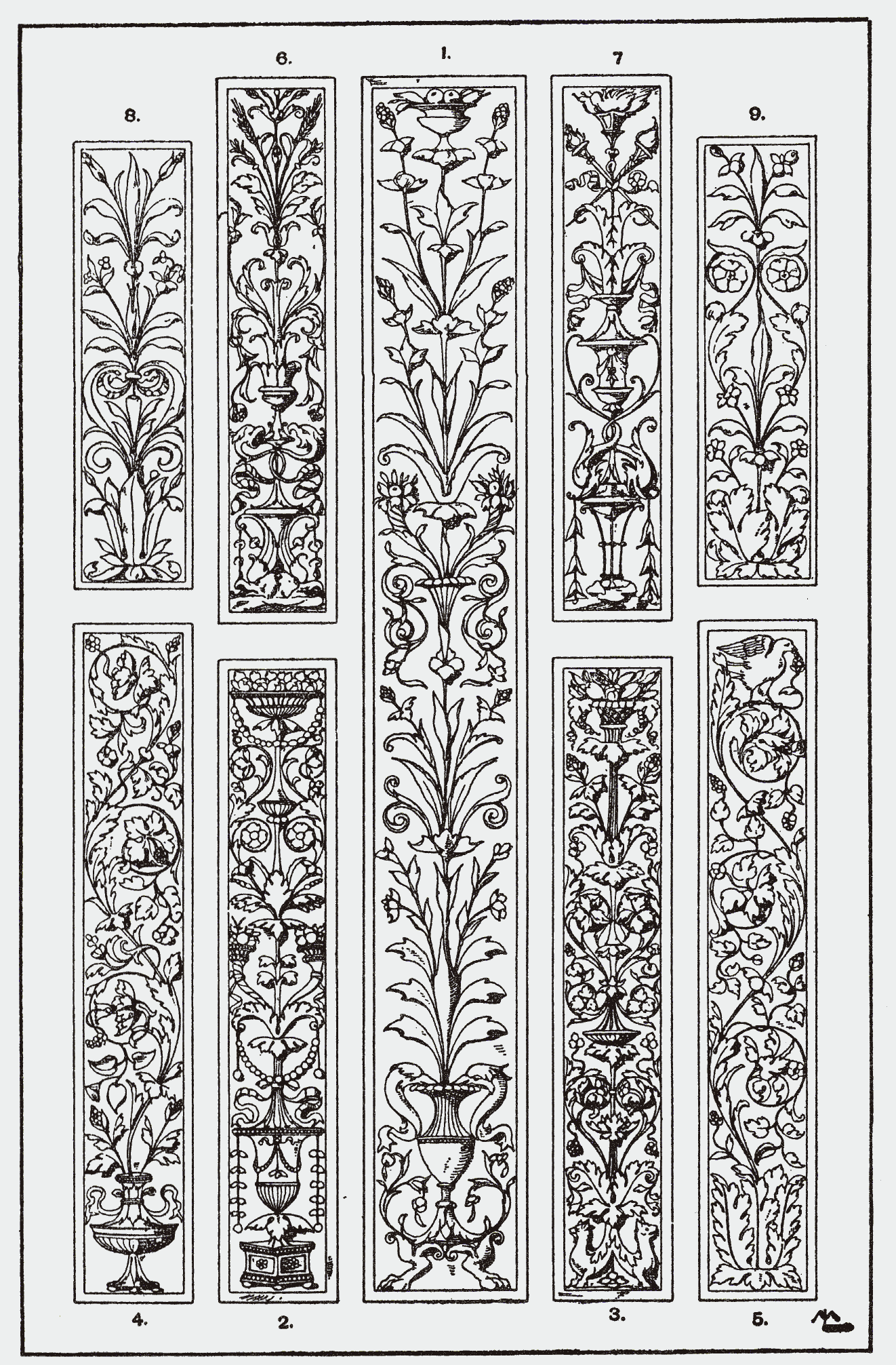
Arabeski wypełniające pilastry (Franz Sales Meyer, A Handbook of Ornament, 1898)

Arabeska – ornament wywodzący się ze starożytnej sztuki hellenistyczno-rzymskiej. Jest to ornament roślinny, w formie stylizowanej wici roślinnej, której często towarzyszą dodatkowe elementy (np. elementy uzbrojenia, owoce, postacie ludzkie).
Arabeska występuje w architekturze, rzemiośle, rzadziej w malarstwie i używana jest głównie do wypełniania płaszczyzn. Z Europy trafiła do świata islamu, gdzie stosowano ją w formie silnie przestylizowanej. Ponowną popularność przeżywała w okresie renesansu i klasycyzmu.
Przykłady arabesek można znaleźć np. na Ara Pacis, w Polsce – na nagrobku Jana Olbrachta i w kaplicy Zygmuntowskiej na Wawelu.